# NBA 1953/54
Die NBA-Saison 1953/54 war die achte Saison der National Basketball Association und begann am 30. Oktober 1953 und endete regulär nach 324 Spielen am 14. März 1954. Die Postseason begann am 16. März und endete am 12. April mit 4—3 Finalsiegen der Minneapolis Lakers über die Syracuse Nationals. Erstmals wurde ein Vertrag mit dem Fernsehen abgeschlossen.

## Saisonnotizen
- Die Indianapolis Olympians lösten sich vor der Saison auf.
- Die New York Knickerbockers und die Philadelphia Warriors machten von ihrem Recht des Territorial Picks Gebrauch. Die erste reguläre Wahl der NBA-Draft 1953 fiel durch die Baltimore Bullets auf den Rookie of the Year Ray Felix von der Long Island University in Brooklyn.[1]
- Mit einer neuen Regel sollten die Fouls eingeschränkt werden. Ab der Saison 1953/54 waren nur noch zwei Fouls pro Viertel erlaubt. Übertrat man diese Zahl, musste man für den Rest des Viertels aussetzen.[2]
- Das vierte NBA All-Star Game fand am Donnerstag, den 14. Januar 1954 vor 16.487 Zuschauern im Madison Square Garden in New York statt. Joe Lapchicks Eastern All-Stars besiegten John Kundlas Western All-Stars mit 98—93 in der Verlängerung. Most Valuable Player des All-Star Games war Bob Cousy von den Boston Celtics.[3] Bobby Wanzer war mit sechs Fouls fouled out. Es ist deswegen nicht verkehrt zu sagen, dass Foulplay zum Standardrepertoire der Teams zu gehören schien.[4]

## Abschlusstabellen
Pl. = Rang,  = Für die Playoffs qualifiziert, Sp = Anzahl der Spiele, S—N = Siege—Niederlagen, % = Siegquote (Siege geteilt durch Anzahl der bestrittenen Spiele), GB = Rückstand auf den Führenden der Division in der Summe von Sieg- und Niederlagendifferenz geteilt durch zwei, Heim = Heimbilanz, Ausw. = Auswärtsbilanz, Neutr. = Bilanz auf neutralem Boden, Div. = Bilanz gegen die Divisionsgegner

### Eastern Division
| Pl. | Mannschaft            | Sp | S—N   | %    | GB  | Heim  | Ausw. | Neutr. | Div.  |
| --- | --------------------- | -- | ----- | ---- | --- | ----- | ----- | ------ | ----- |
| 1.  | New York Knicks       | 72 | 44—28 | .611 | —   | 18—80 | 15—13 | 11—70  | 24—16 |
| 2.  | Boston Celtics        | 72 | 42—30 | .583 | 020 | 16—60 | 11—19 | 15—50  | 25—15 |
| 3.  | Syracuse Nationals    | 72 | 42—30 | .583 | 020 | 27—50 | 10—19 | 05—60  | 21—22 |
| 4.  | Philadelphia Warriors | 72 | 29—43 | .403 | 15  | 10—90 | 06—16 | 19—21  | 10—30 |
| 5.  | Baltimore Bullets     | 72 | 16—56 | .222 | 28  | 12—20 | 00—20 | 04—16  | 11—29 |

### Western Division
| Pl. | Mannschaft         | Sp | S—N   | %    | GB  | Heim  | Ausw. | Neutr. | Div.  |
| --- | ------------------ | -- | ----- | ---- | --- | ----- | ----- | ------ | ----- |
| 1.  | Minneapolis Lakers | 72 | 46—26 | .639 | —   | 21—4  | 13—15 | 12—7   | 19—13 |
| 2.  | Rochester Royals   | 72 | 44—28 | .611 | 020 | 18—10 | 12—15 | 14—3   | 22—10 |
| 3.  | Fort Wayne Pistons | 72 | 40—32 | .536 | 060 | 19—8  | 11—17 | 10—7   | 17—15 |
| 4.  | Milwaukee Hawks    | 72 | 21—51 | .292 | 25  | 10—14 | 06—17 | 05—20  | 06—26 |

## Ehrungen
Rookie of the Year 1953/54: Ray Felix, Baltimore Bullets
| - All-NBA First Team: - Bob Cousy, Boston Celtics - Neil Johnston, Philadelphia Warriors - George Mikan, Minneapolis Lakers - Dolph Schayes, Syracuse Nationals - Harry Gallatin, New York Knickerbockers | - All-NBA Second Team: - Ed Macauley, Boston Celtics - Jim Pollard, Minneapolis Lakers - Carl Braun, New York Knickerbockers - Bobby Wanzer, Rochester Royals - Paul Seymour, Syracuse Nationals |

## Führende Spieler in Einzelwertungen
| Kategorie       | Spieler        | Mannschaft              | Wert   |
| --------------- | -------------- | ----------------------- | ------ |
| Punkte          | Neil Johnston  | Philadelphia Warriors   | 1759   |
| Wurfquote †     | Ed Macauley    | Boston Celtics          | 48,6 % |
| Freiwurfquote ‡ | Bill Sharman   | Boston Celtics          | 84,4 % |
| Assists         | Bob Cousy      | Boston Celtics          | 518    |
| Rebounds        | Harry Gallatin | New York Knickerbockers | 1098   |

† 210 Körbe nötig. Macauley nahm 950 Schüsse und traf 462 mal.
‡ 180 Freiwürfe nötig. Sharman traf 331 von 392.
- Mit 303 beging Earl Lloyd von den Syracuse Nationals die meisten Fouls, der auch mit zwölfmal am häufigsten fouled out war.
- Neil Johnston stand mit 3296 Minuten am längsten auf dem Parkett. Seine 1759 Punkte ergaben einen Durchschnitt von 24,4 Punkten pro Spiel. Bis zur Saison 1968/69 wurden den Statistiken in den Kategorien „Punkte“, „Assists“ und „Rebounds“ die insgesamt erzielten Leistungen zu Grunde gelegt und nicht die Quote pro Spiel.
- Neil Johnston hatte die beste Punktequote bei der drittbesten Wurfquote von 44,9 % für 591 Körbe aus dem Feld bei 1317 Versuchen.
- Dolph Schayes aus Syracuse lag mit 82,7 % hinter Sharman auf dem zweiten Platz, erzielte aber 488 Freiwurftreffer in Kontrast zu Sharmans 392.

## Divisions-Doppelrundenturnier
Nach Abschluss der regulären Saison spielten die drei bestplatzierten Teams einer Division die beiden Top Seeds in einem Doppelrundenturnier aus, um die Playoff-Teilnahme und das Heimrecht zu ermitteln. Dazu sollte eine der drei Mannschaften, die in besagtem Doppelrundenturnier zu ermittelnde drittplatzierte, eliminiert werden. Es galt im Vorfeld lediglich, dass bei einem Gleichstand – auch einem dreifachen Gleichstand mit je zwei Siegen – die höhere Saisonplatzierung entscheiden würde. Aus diesem Grund wurde das letzte Spiel der Western Division nicht mehr ausgespielt, da sich sowohl Rochester als auch Minneapolis für die Division-Finals qualifiziert hatten, Minneapolis bei einem etwaigen Sieg Rochesters im sechsten Spiel und daraus resultierendem Gleichstand dennoch als Saisonbester höher abgeschlossen hätte.
In der Eastern Division musste das sechste Spiel hingegen gespielt werden, obwohl New York bereits abgeschlagen war, denn hier ging es noch immer um die Platzierung und damit ein mögliches zweites Heimspiel, da die nächste Runde im Modus „Best of Three“ gespielt werden sollte. Sowohl Syracuse als auch Boston hatten die reguläre Saison hinter New York mit derselben Anzahl an Spielen und Siegen abgeschlossen, doch Boston hatte einen Münzwurf gewonnen, der bei einem Gleichstand zwischen beiden zum Tragen gekommen wäre. Für beide Teams ging es im sechsten Spiel also noch um das Heimrecht gegen den jeweils anderen im Divisionsfinale. Boston musste den Gleichstand herstellen und Syracuse musste ihn verhindern.
Im Finale hatte selbstverständlich jenes Team ein zusätzliches Heimspiel, das die beste Bilanz der regulären Saison hatte, wobei die Heimspielabfolge wegen damals möglicher erheblicher Reisekosten und/oder -strapazen wie folgt aussah: Seed 1 beginnt mit zwei Heimspielen, gefolgt von bis zu drei Auswärtsspielen und gegebenenfalls bis zu zwei weiteren Heimspielen (also: 1,1,2,2,2,1,1), da nach dem Best-of-Seven-Modus gespielt wurde.
Alle Spiele des Doppelrundenturniers gelten als Playoff-Spiele und fließen in die Playoff-Statistik ein, da es sich um keinen Tie-Break handelt.
| Seed | Team               | S   | N   |
| ---- | ------------------ | --- | --- |
| W1   | Minneapolis Lakers | 030 | 0   |
| W2   | Rochester Royals   | 020 | 010 |
|      | Fort Wayne Pistons | 0   | 040 |

| Seed | Team               | S   | N   |
| ---- | ------------------ | --- | --- |
| E1   | Syracuse Nationals | 040 | 0   |
| E2   | Boston Celtics     | 020 | 020 |
|      | New York Knicks    | 0   | 040 |

## Playoffs-Baum
|  | Division-Finals | Division-Finals    | Division-Finals |  |  | NBA-Finals | NBA-Finals         | NBA-Finals |
|  |                 |                    |                 |  |  |            |                    |            |
|  |                 |                    |                 |  |  |            |                    |            |
|  | E1              | Syracuse Nationals | 2               |  |  |            |                    |            |
|  | E2              | Boston Celtics     | 0               |  |  |            |                    |            |
|  |                 |                    |                 |  |  | E1         | Syracuse Nationals | 3          |
|  |                 |                    |                 |  |  | W1         | Minneapolis Lakers | 4          |
|  | W2              | Rochester Royals   | 1               |  |  |            |                    |            |
|  | W1              | Minneapolis Lakers | 2               |  |  |            |                    |            |
|  |                 |                    |                 |  |  |            |                    |            |

## Playoffs-Ergebnisse
Die Divisions-Finals wurden nach dem Modus „Best of Three“ ausgetragen und die NBA-Finals nach dem Modus „Best of Seven“.

### Eastern Division-Finals
Syracuse Nationals 2, Boston Celtics 0
Donnerstag, 25. März: Syracuse 109 – 94 Boston
Sonnabend, 27. März: Boston 76 – 83 Syracuse

### Western Division-Finals
Minneapolis Lakers 2, Rochester Royals 1
Mittwoch, 24. März: Minneapolis 89 – 76 Rochester
Sonnabend, 27. März: Rochester 74 – 73 Minneapolis
Sonntag, 28. März: Minneapolis 82 – 72 Rochester

## NBA-Finals

### Minneapolis Lakers vs. Syracuse Nationals
Die Minneapolis Lakers wiederholten ihren Coup des letzten Jahres und wurden in der Finalpaarung von 1950 zum dritten Mal in Folge und zum insgesamt fünften Mal Meister.
Die Finalergebnisse:
Mittwoch, 31. März: Minneapolis 79 – 68 Syracuse
Sonnabend, 3. April: Minneapolis 60 – 62 Syracuse
Sonntag, 4. April: Syracuse 67 – 81 Minneapolis
Donnerstag, 8. April: Syracuse 80 – 69 Minneapolis
Sonnabend, 10. April: Syracuse 73 – 84 Minneapolis
Sonntag, 11. April: Minneapolis 63 – 65 Syracuse
Montag, 12. April: Minneapolis 87 – 80 Syracuse
Die Minneapolis Lakers werden mit 4—3 Siegen NBA-Meister.

## Die Meistermannschaft der Minneapolis Lakers
| Jim Holstein, Clyde Lovellette, George Mikan, Vern Mikkelsen, Slater Martin, Jim Pollard, Frank Saul, Dick Schnittker, Whitey Skoog Head Coach: John Kundla |